# Джеймс, Бретт
Бретт Джеймс (англ. Brett James) — американский кантри-певец, продюсер и автор песен. Номинант и лауреат нескольких премий, включая Грэмми за песню «Jesus, Take the Wheel» (Кэрри Андервуд).

## Биография
См. также «Brett James Singing career» в английском разделе.
Родился 5 июня 1968 года в городе Колумбия (штат Миссури, США). Автор нескольких песен, достигших позиции № 1 в кантри-чартах США в исполнении таких певцов как Кэрри Андервуд, Jessica Andrews, Мартина Макбрайд, Кенни Чесни, Родни Аткинс и Джейсон Олдин. Лауреат нескольких премий, включая Грэмми.

## Песни и дискография
См. также «Brett James Songs» в английском разделе.
Студийные альбомы
| Название    | Детали                                                                            |
| ----------- | --------------------------------------------------------------------------------- |
| Brett James | - Release date: September 12, 1995 - Label: Career Records - Format: CD, cassette |

## Награды и номинации
| Год  | Ассоциация   | Категория                              | Номинированная работа                               | Результат |
| ---- | ------------ | -------------------------------------- | --------------------------------------------------- | --------- |
| 2007 | Grammy Award | Премия «Грэмми» за лучшую кантри-песню | «Jesus, Take the Wheel» (Кэрри Андервуд) (продюсер) | Победа    |